# 코노코필립스
코노코필립스(ConocoPhillips, NYSE: COP)는 미국의 텍사스 휴스턴에 본사를 둔 에너지 회사이다.
코노코와 필립스 석유 회사의 합병으로 2002년 8월 30일 탄생하게 되었다. 또한 수직으로 연결되어있는 슈퍼메이저 6개 회사중의 하나이며 필립스 66개, 코노코 76개 등의 주유소를 운영하고 있다.

## 개관
코노코필립스는 전 세계 40개 국가에서 32,600명의 직원을 고용하고 있다. 2006년 현재 12개의 미국 정유시설의 처리용량은 2,208,000 배럴(BPD)로 미국에서 두 번째로 크다.
전 세계적으로는 2,901,000 배럴의 용량을 가지며 세계에서 다섯 번째로 크다.